# Isabella de' Medici
Isabella Romola de' Medici (Firenze, 31 agosto 1542 – Cerreto Guidi, 16 luglio 1576) è stata una nobildonna italiana, figlia di Cosimo I de' Medici, prima duca di Firenze poi granduca di Toscana, e di Eleonora di Toledo, duchessa di Firenze.

## Biografia

### Infanzia
La sua nascita venne accolta con grande gioia nella famiglia Medici, come terzogenita della coppia granducale. Crebbe tra Palazzo Vecchio e Palazzo Pitti, che all'epoca era in fase di ampliamento, ragion per cui la corte medicea non vi si era ancora trasferita definitivamente.

### Matrimonio
Nel 1553, quando aveva solo undici anni, i genitori stipularono per lei un contratto di nozze a Roma, che la legò a Paolo Giordano I Orsini, duca di Bracciano, membro del potente clan degli Orsini. Ancora adolescente venne condotta a nozze nel 1558.
Di carattere spigliato e disinvolto, talvolta chiacchierato, era sposata a un uomo che i cronisti non risparmiano nel biasimarne l'impulsività, il cinismo, l'abitudine alla scialacqueria. Spesso trascurata durante i lunghi viaggi che tenevano il marito lontano da Firenze, era sorvegliata dal cugino del marito, Troilo Orsini, del quale ci è pervenuto un carteggio con la stessa Isabella, che rivela talvolta rapporti più che affettuosi intercorsi tra i due i quali non perdevano un'occasione per stare vicino.

### Morte violenta
Dopo la morte di Cosimo I, venuta meno la protezione paterna e forse anche con l'appoggio del nuovo granduca, il fratello di Isabella Francesco I (che certo non era uno stinco di santo, tanto che la sua relazione extraconiugale con Bianca Cappello fu uno degli argomenti più chiacchierati del Rinascimento), il marito Paolo, venuto probabilmente a sapere dell'infedeltà della moglie, volle vendicare personalmente il disonore, compiendo l'uxoricidio lontano da occhi indiscreti, nella villa di Cerreto Guidi il 16 luglio 1576. Pochi giorni prima si era consumato anche un altro delitto in casa Medici, l'assassinio di Leonora, sua cugina per parte di madre, da parte di Pietro de' Medici, mentre Troilo uccise Lelio Torelli, intimo di Isabella.
La cronaca popolare descrive il fatto come avvenuto per soffocamento, tramite un laccio messo alla gola dallo stesso Paolo, ma stretto da un sicario appostato, anche se nelle lettere ufficiali si parla invece di morte per un malore mentre si stava lavando i capelli; Paolo Giordano precisa però come essa ebbe il tempo di "chiedere il perdono dei suoi peccati". La maggioranza degli storici ritiene che Isabella sia effettivamente stata assassinata e prove del delitto sono state recentemente rintracciate dalla studiosa Caroline P. Murphy, nel carteggio tra Ercole Cortile, ambasciatore ferrarese, e il Duca d'Este, dove si parla di strangolamento con l'aiuto di un cavaliere di Malta amico dell'Orsini della famiglia Massimo, sebbene siano state avanzate anche proposte di ricostruzioni alternative.
Il beneplacito, o vera e propria complicità, di Francesco I per gli omicidi di Isabella e Leonora, (accomunati da molte coincidenze, come la vicinanza di data, l'ambientazione in due ville medicee fuori dalla città, le modalità, ecc.) era probabilmente motivato anche politicamente, a causa dei rapporti delle due con rappresentanti del partito antimediceo, ad esempio Piero Ridolfi: inizialmente protette dal favore di Cosimo I de' Medici, dopo la sua morte si trovarono in una posizione vulnerabile. Fu probabilmente in quel periodo che si iniziò a vociferare che Isabella avesse rapporti incestuosi col padre e col fratello Giovanni. 
Quanto a Troilo, che durante una rissa nel 1575 si trovò implicato nell'uccisione di un agente dei servizi segreti del Granduca, venne scoperto come legato ai congiurati contro Francesco e dovette fuggire a Parigi da Caterina de' Medici; dove nel 1577 venne raggiunto e ucciso da un sicario di Francesco I, Ambrogio Tremazzi, dietro pagamento di 300 scudi.
Paolo Giordano continuò a vivere a Firenze, e la sua vita successiva continuò a essere segnata dalle controversie, ad esempio quella relativa a villa Baroncelli, dove era solito ospitare numerose cortigiane.

## Discendenza
Dopo aver subito diversi aborti spontanei (nel 1559, 1560, due nel 1564 e forse ancora nel 1570), Isabella ebbe dal marito due figli:
- Francesca Eleonora Orsini (1º marzo 1571[12] - 1634), soprannominata "Nora". Sposò Alessandro Sforza, XIV Conte di Santa Fiora e duca di Segni;
- Virginio Orsini (1572 - 1615), II Duca di Bracciano. Sposò Flavia Peretti, nipote di Papa Sisto V[13].

## Ascendenza
|                                  |                                       |                                       | Genitori                     |  |  | Nonni |  |  | Bisnonni             |  |  | Trisnonni                |  |
|                                  |                                       |                                       |                              |  |  |       |  |  | Giovanni il Popolano |  |  | Pierfrancesco il Vecchio |  |
|                                  |                                       |                                       |                              |  |  |       |  |  | Giovanni il Popolano |  |  | Pierfrancesco il Vecchio |  |
|                                  |                                       | Laudomia Acciaiuoli                   |                              |  |  |       |  |  | Giovanni il Popolano |  |  |                          |  |
| Giovanni dalle Bande Nere        |                                       |                                       |                              |  |  |       |  |  | Giovanni il Popolano |  |  |                          |  |
|                                  |                                       | Caterina Sforza                       | Galeazzo Maria Sforza        |  |  |       |  |  |                      |  |  |                          |  |
|                                  |                                       | Caterina Sforza                       | Galeazzo Maria Sforza        |  |  |       |  |  |                      |  |  |                          |  |
|                                  |                                       | Caterina Sforza                       | Lucrezia Landriani           |  |  |       |  |  |                      |  |  |                          |  |
| Cosimo I de' Medici              |                                       | Caterina Sforza                       |                              |  |  |       |  |  |                      |  |  |                          |  |
|                                  |                                       | Jacopo Salviati                       | Giovanni Salviati            |  |  |       |  |  |                      |  |  |                          |  |
|                                  |                                       | Jacopo Salviati                       | Giovanni Salviati            |  |  |       |  |  |                      |  |  |                          |  |
|                                  |                                       | Jacopo Salviati                       | Elena Gondi                  |  |  |       |  |  |                      |  |  |                          |  |
| Maria Salviati                   |                                       | Jacopo Salviati                       |                              |  |  |       |  |  |                      |  |  |                          |  |
|                                  |                                       | Lucrezia di Lorenzo de' Medici        | Lorenzo de' Medici           |  |  |       |  |  |                      |  |  |                          |  |
|                                  |                                       | Lucrezia di Lorenzo de' Medici        | Lorenzo de' Medici           |  |  |       |  |  |                      |  |  |                          |  |
|                                  |                                       | Lucrezia di Lorenzo de' Medici        | Clarice Orsini               |  |  |       |  |  |                      |  |  |                          |  |
| Isabella de' Medici              |                                       | Lucrezia di Lorenzo de' Medici        |                              |  |  |       |  |  |                      |  |  |                          |  |
|                                  | Fadrique Álvarez de Toledo y Enríquez | García Álvarez de Toledo y Carrillo   |                              |  |  |       |  |  |                      |  |  |                          |  |
|                                  | Fadrique Álvarez de Toledo y Enríquez | García Álvarez de Toledo y Carrillo   |                              |  |  |       |  |  |                      |  |  |                          |  |
|                                  | Fadrique Álvarez de Toledo y Enríquez | María Enríquez de Quiñones y Cossines |                              |  |  |       |  |  |                      |  |  |                          |  |
| Pedro Álvarez de Toledo y Zúñiga | Fadrique Álvarez de Toledo y Enríquez |                                       |                              |  |  |       |  |  |                      |  |  |                          |  |
|                                  |                                       | Isabel de Zúñiga y Pimentel           | Álvaro de Zúñiga y Guzmán    |  |  |       |  |  |                      |  |  |                          |  |
|                                  |                                       | Isabel de Zúñiga y Pimentel           | Álvaro de Zúñiga y Guzmán    |  |  |       |  |  |                      |  |  |                          |  |
|                                  |                                       | Isabel de Zúñiga y Pimentel           | Leonor Pimentel y Zúñiga     |  |  |       |  |  |                      |  |  |                          |  |
| Eleonora di Toledo               |                                       | Isabel de Zúñiga y Pimentel           |                              |  |  |       |  |  |                      |  |  |                          |  |
|                                  |                                       | Luis Pimentel y Pacheco               | Rodrigo Alonso Pimentel      |  |  |       |  |  |                      |  |  |                          |  |
|                                  |                                       | Luis Pimentel y Pacheco               | Rodrigo Alonso Pimentel      |  |  |       |  |  |                      |  |  |                          |  |
|                                  |                                       | Luis Pimentel y Pacheco               | María Pacheco y Portocarrero |  |  |       |  |  |                      |  |  |                          |  |
| María Osorio y Pimentel          |                                       | Luis Pimentel y Pacheco               |                              |  |  |       |  |  |                      |  |  |                          |  |
|                                  |                                       | Juana Osorio y Bazán                  | Pedro Álvarez Osorio         |  |  |       |  |  |                      |  |  |                          |  |
|                                  |                                       | Juana Osorio y Bazán                  | Pedro Álvarez Osorio         |  |  |       |  |  |                      |  |  |                          |  |
|                                  |                                       | Juana Osorio y Bazán                  | María de Bazán               |  |  |       |  |  |                      |  |  |                          |  |
|                                  |                                       | Juana Osorio y Bazán                  |                              |  |  |       |  |  |                      |  |  |                          |  |